# Municipio de Rushville (Kansas)
El municipio de Rushville (en inglés, Rushville Township) es un municipio del condado de Phillips, Kansas, Estados Unidos. Tiene una población estimada, a mediados de 2023, de 20 habitantes.
Abarca una zona exclusivamente rural.

## Geografía
Está ubicado en las coordenadas 39°36′39″N 99°20′48″O / 39.61083, -99.34667 (39.610897, -99.34675). Según la Oficina del Censo, tiene una superficie de 93.17 km², correspondientes en su totalidad a tierra firme.

## Demografía
Según el censo de 2020, en ese momento había 30 personas residiendo en la zona. La densidad de población era de 0.32 hab./km². La totalidad de los habitantes eran blancos. No había hispanos o latinos residiendo en la región.